# Weltklasse Zurich 2013
Navigation
Édition précédente Édition suivante
Le Weltklasse Zurich 2013 est la 85e édition du Weltklasse Zurich qui a eu lieu les 28 et 29 août 2013 au Letzigrund de Zurich, en Suisse. Il constitue l'avant dernière étape et l'une des deux finales de la Ligue de diamant 2013.

## Résultats

### Hommes
| Épreuve          | Vainqueur                         | Second                               | Troisième                         |
| ---------------- | --------------------------------- | ------------------------------------ | --------------------------------- |
| 100 m            | Usain Bolt 9 s 90                 | Nickel Ashmeade 9 s 94               | Justin Gatlin 9 s 96              |
| 400 m            | LaShawn Merritt 44 s 13           | Kirani James 44 s 32                 | Pavel Maslák 44 s 91              |
| 1 500 m          | Silas Kiplagat 3 min 30 s 97 (SB) | Ayanleh Souleiman 3 min 31 s 64 (SB) | Nixon Chepseba 3 min 33 s 15 (SB) |
| 110 m haies      | David Oliver 13 s 12              | Ryan Wilson 13 s 24                  | Jason Richardson 13 s 26          |
| 3 000 m steeple  | Hillary Yego 8 min 08 s 03        | Jairus Kipchoge 8 min 08 s 72 (SB)   | Conseslus Kipruto 8 min 10 s 76   |
| Saut en longueur | Zarck Visser 8,32 m (PB)          | Godfrey Khotso Mokoena 8,11 m        | Luis Rivera 8,09 m                |
| Saut en hauteur  | Bohdan Bondarenko 2,33 m          | Konstadínos Baniótis 2,33 m          | Mutaz Essa Barshim 2,33 m         |
| Lancer du poids  | Ryan Whiting 22,03 m              | David Storl 21,19 m                  | Dylan Armstrong 21,13 m           |
| Lancer du disque | Gerd Kanter 67,02 m (SB)          | Robert Harting 66,83 m               | Ehsan Hadadi 66,07 m              |

### Femmes
| Épreuve           | Vainqueur                       | Seconde                        | Troisième                         |
| ----------------- | ------------------------------- | ------------------------------ | --------------------------------- |
| 200 m             | Shelly-Ann Fraser-Pryce 22 s 40 | Murielle Ahouré 22 s 66        | Mariya Ryemyen 22 s 67            |
| 800 m             | Eunice Sum 1 min 58 s 82        | Mariya Savinova 1 min 58 s 93  | Malika Akkaoui 1 min 59 s 34      |
| 5 000 m           | Meseret Defar 14 min 32 s 83    | Tirunesh Dibaba 14 min 34 s 82 | Mercy Cherono 14 min 40 s 33 (SB) |
| 400 m haies       | Zuzana Hejnová 53 s 32          | Kaliese Spencer 54 s 22 (SB)   | Denisa Rosolová 54 s 99           |
| Saut en longueur  | Shara Proctor 6,88 m            | Blessing Okagbare 6,76 m       | Ivana Španović 6,73 m             |
| Saut à la perche  | Silke Spiegelburg 4,79 m (SB)   | Fabiana Murer 4,72 m           | Yarisley Silva 4,72 m             |
| Lancer du poids   | Valerie Adams 20,98 m (WL, MR)  | Yevgeniya Kolodko 19,97 m (SB) | Michelle Carter 19,88 m           |
| Lancer du javelot | Mariya Abakumova 68,94 m        | Christina Obergföll 63,36 m    | Linda Stahl 63,24 m               |

## Légende
Records et Performances
- AR : Record continental (area record)
- CR : Record des championnats (championship record)
- MR : Record du meeting (meet record)
- NR : Record national (national record)
- OR : Record olympique (olympic record)
- PR : Record paralympique (paralympic record)
- PB : Record personnel (personal best)
- SB : Meilleure performance personnelle de la saison (season's best)
- WL : Meilleure performance mondiale de l'année (world leader)
- WJR : Record du monde junior (world junior record)
- WR : Record du monde (world record)

Circonstances et Conditions
- DNF : N'a pas terminé (did not finish)
- DNS : N'a pas pris le départ (did not start)
- DQ : Disqualification (disqualification)
- NM : Aucun essai valable enregistré (No Mark)
- Q : Qualifié « directement » au prochain tour (ou à la prochaine compétition), lors d'une compétition majeure, grâce au classement ou à la réalisation des minima (automatic qualifier)
- q : Qualifié au prochain tour (ou à la prochaine compétition), lors d'une compétition majeure, grâce au repêchage ou à la réalisation de l'une des meilleures performances parmi celles des « non qualifiés directement » (grâce au meilleur temps ou à la meilleure distance par exemple) (secondary qualifier)